# Добыча меди на Кубе
Добыча меди и производство медного концентрата являются одной из отраслей экономики Кубы.

## История

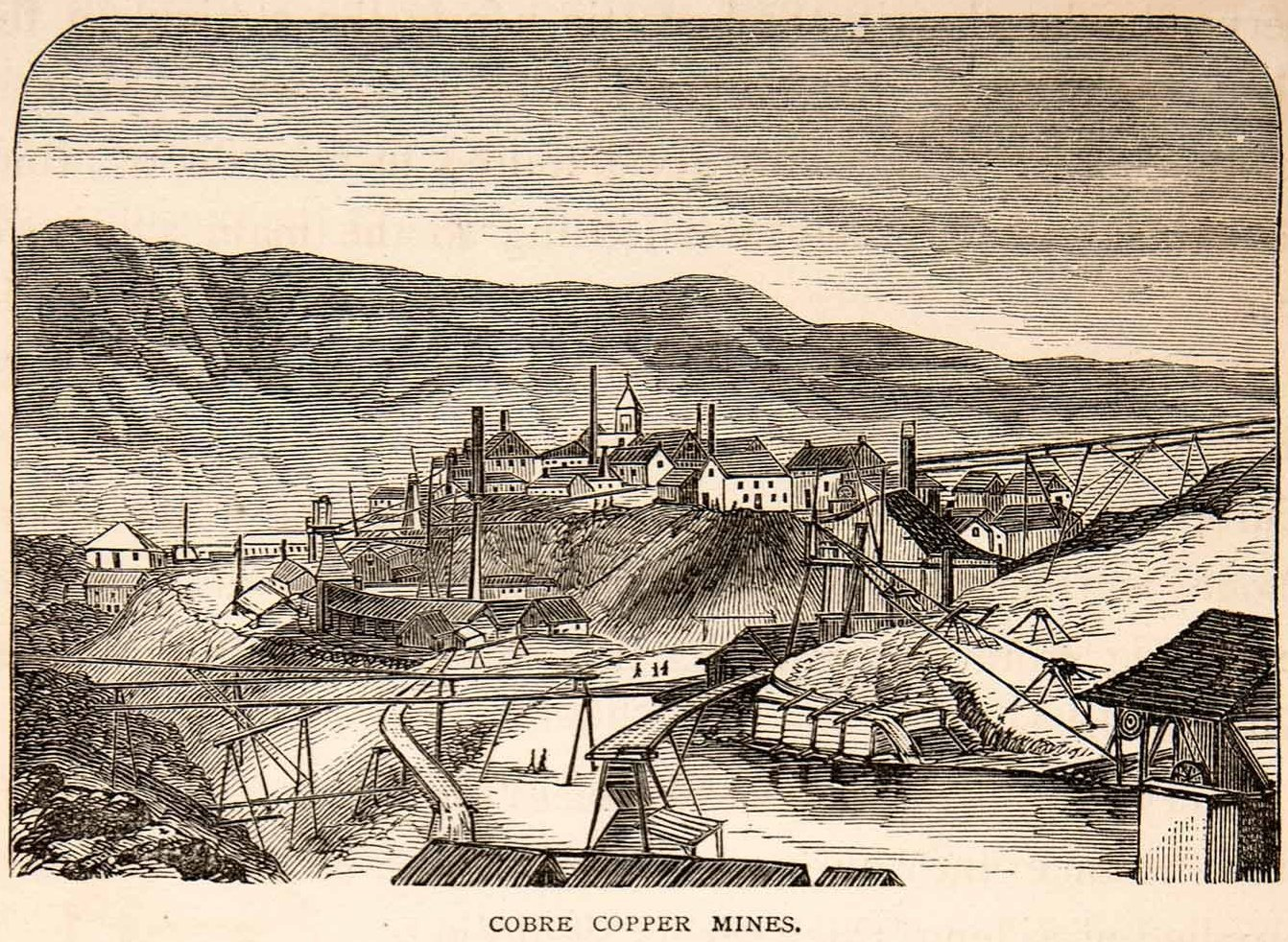
медная шахта "El Cobre" (гравюра на дереве, 1871 год)

Меднорудные месторождения жильного типа находятся на юго-востоке острова (в вулканогенно-осадочном комплексе горных пород в районе Эль-Кобре провинции Сантьяго-де-Куба) и на северо-западе (в песчано-сланцевой толще юрского периода в районе Матаамбре в провинции Пинар-дель-Рио). Кроме того, небольшие месторождения медно-пиритовых руд локализуются в метаморфических породах горного массива Эскамбрай.
В 1511 году началось завоевание острова испанскими конкистадорами. В следующем, 1512 году здесь было основано первое поселение — Асунсьон, а к 1532 году здесь было уже семь городов. Колонизация сопровождалась истреблением местного индейского населения (к 1537 году их осталось около 5—6 тысяч, а к середине XVI века - по разным данным, от пяти тысяч до нескольких сотен человек).
Уже 1530-е годы в южной части острова испанцами была заложена первая медная шахта "El Cobre" (которая стала первой шахтой по добыче меди, введённой в эксплуатацию в Новом Свете), и началась добыча и выплавка меди. До 1610 года выплавленную на острове медь вывозили в Европу.
В связи с нехваткой рабочей силы, начинается ввоз негров-рабов, труд которых использовали на рудниках (в том числе, для добычи меди), табачных и сахарных плантациях (первая партия из 500 человек прибыла в 1524 году, в дальнейшем их количество увеличивается). Во второй половине XVIII века землетрясение разрушило медные рудники, и добыча меди была временно прекращена.
В 1830-е годы добыча меди в pайоне Эль-Кобре возобновилась c приобретением концессии на рудники английской компанией "La Consolidada". B cepедине XIX века Куба была главным поставщиком меди для английской промышленности и утратила свою роль лишь после открытия богатых месторождений в Чили (тем не менее, вплоть до 1918 года по стоимости произведённой продукции медные рудники являлись основой местной горнодобывающей промышленности).
В 1843 - 1844 гг. к медной шахте "El Cobre" была построена железная дорога (одна из первых железных дорог на острове), 1 ноября 1844 года она была введена в эксплуатацию.
В 1868 году добыча меди на рудниках "Эль-Кобре" достигла 10 тыс. тонн в год.
В 1890е годы основой экономики острова являлись сахарные, табачные и кофейные плантации, однако разработка месторождений меди в южной части острова продолжалась.

### 1898—1958
В 1898 году, после окончания войны за независимость Куба перешла под контроль США (американская оккупация острова продолжалась до 1902 года, а в 1903 году была принята «поправка Платта», разрешавшая США вводить на Кубу войска без санкции со стороны кубинского правительства). Таким образом, Куба была фактически превращена в полуколонию США.
После начала первой мировой войны спрос на цветные металлы (в том числе, на медь) увеличился, что привело к оживлению в медной промышленности Кубы, однако экспорт кубинских товаров в Европу оказался затруднён (особенно после объявления Германией «неограниченной подводной войны» в 1915 году).
В начале 1950х годов месторождения меди на Кубе в основном находились под контролем США.
В 1953 году в стране было добыто 15,4 тыс. тонн меди (в пересчёте на металл), в 1956 году - 17,5 тыс. тонн.

### 1959—1991
После победы Кубинской революции в январе 1959 года США прекратили сотрудничество с правительством Ф. Кастро и стремились воспрепятствовать получению Кубой помощи из других источников. Власти США ввели санкции против Кубы.
После этого, во второй половине 1959 года был принят закон о контроле над полезными ископаемыми (который устанавливал 25 % налог на металлы и минералы, вывозимые компаниями США), а в августе - октябре 1960 года правительство Кубы национализировало находившееся на острове имущество США (в том числе, собственность горнодобывающих компаний США). 10 октября 1960 года правительство США установило полное эмбарго на поставки Кубе любых товаров (за исключением продуктов питания и медикаментов).
В ноябре 1960 года было заключено соглашение о проведении советскими специалистами геологоразведочных работ на Кубе. В дальнейшем, СССР начал оказывать помощь Кубе в развитии горнодобывающей, металлургической и других отраслей промышленности. 
В 1961 году в стране было добыто 5 тыс. тонн меди (в пересчёте на металл).
В конце декабря 1962 года взятые в плен боевики разгромленной в апреле 1961 года "бригады 2506" были возвращены в США, после чего спецслужбы США разработали и начали выполнение плана по взрыву медедобывающего комплекса Матаамбре в провинции Пинар-дель-Рио. Из бывших боевиков "бригады 2506" была сформирована диверсионная группа. После двух недель тренировок, в ходе которых диверсантам объясняли на моделях и макетах шахт, как добывают руду и где следует заложить заряды, группу с взрывным оборудованием в сопровождении сотрудника ЦРУ по имени Грейстон Линч отправили на корабле на Кубу. Однако в открытом море у судна вышел из строя двигатель, затем в корпусе открылась течь, а потом отказала рация - и операцию пришлось отменить.
В 1964 году было произведено 20,1 тыс. тонн медного концентрата, в 1965 году - 20,5 тыс. тонн, в 1966 году - 18,7 тыс. тонн концентрата (в пересчёте на металл, в 1966 году было добыто 5,49 тыс. тонн меди).
12 июля 1972 года Куба вступила в Совет экономической взаимопомощи, с 1973 года она стала участвовать в работе Постоянной комиссии СЭВ по геологии. B соответствии c Комплексной программой дальнейшего углубления и совершенствования сотрудничества и развития социалистической экономической интеграции стран — членов СЭВ (CCCP, ЧССР, НРБ, BHP и ГДР) было подписано генеральное соглашение об усилении геологоразведочных работ на Kубе.
В 1980 году на Кубе имелось шесть медных рудников с обогатительными флотационными фабриками общей мощностью более 700 тыс. тонн руды в год, из которых в эксплуатации находились два (Минас-де-Матаамбре в провинции Пинар-дель-Рио и Эль-Кобре в провинции Сантьяго-де-Куба), а ещё один строился (Хукаро в провинции Пинар-дель-Рио).
В декабре 1984 года медный концентрат из рудника Минас-де-Матаамбре получил государственный знак качества.

### После 1991
Распад СССР и последовавшее разрушение торгово-экономических и технических связей привело к ухудшению состояния экономики Кубы в период после 1991 года. Правительством Кубы был принят пакет антикризисных реформ, введён режим экономии.
В октябре 1992 года США ужесточили экономическую блокаду Кубы и ввели новые санкции (Cuban Democracy Act). 
В середине 1990х годов экономическое положение Кубы стабилизировалось.
12 марта 1996 года конгресс США принял закон Хелмса-Бёртона, предусматривающий дополнительные санкции против иностранных компаний, торгующих с Кубой. Судам, перевозящим продукцию из Кубы или на Кубу, было запрещено заходить в порты США.

## Современное состояние
Промышленная добыча медных руд осуществляется подземным способом на месторождениях Матаамбре и Хукаро. Имеется три горно-обогатительных комбината, крупнейшим из них является "Матаамбре" (который включает в себя два рудника и обогатительную фабрику).